# Mahavavy du Nord
Der Mahavavy du Nord (nördlicher Mahavavy) ist ein Fluss im Norden Madagaskars.

## Verlauf
Der Fluss entspringt am Andohanisambirano auf 2200 m Höhe. Abgesehen von einer Schleife nach Osten, fließt er bis kurz vor der Mündung geradlinig nach Norden. Erst bei Ambilobe dreht er auf Nordwest. Der Mahavavy du Nord mündet etwa 30 km nordwestlich von Ambilobe in die Straße von Mosambik.

## Hydrometrie
Die Durchflussmenge des Mahavavy wurde an der hydrologischen Station Ambilobe beim größten Teil des Einzugsgebietes, über die Jahre 1966 bis 1984 sehr unregelmäßig gemessen (gemittelt in m³/s).
- Diagrammdaten:
- Definition |
- Rohdaten |
- Hilfe